# سرزمین رؤیاها (مجموعه تلویزیونی)
سرزمین رؤیاها یک مجموعه تلویزیونی محصول سال ۱۳۸۱–۱۳۸۲ به کارگردانی مسعود آب پرور، حمید قدکچیان، مسعود رشیدی، نویسندگی حسن انصاریان و تهیه‌کنندگی امید نجیب‌زاده است که از برنامه کودک و نوجوان شبکه دو پخش شد.
این مجموعه به زندگی یک خانواده ۳ نفره می‌پرداخت که در آن رسول نجفیان در نقش پدر، مینا لاکانی در نقش مادر و متین عزیزپور در نقش پسرخانواده (سهیل) ایفای نقش می‌کردند. با اتفاقاتی که برای سهیل پیش می‌آید، زمینه ورود ۲ عروسک به نام دارا و سارا به قصه باز می‌شود

## بازیگران
- رسول نجفیان
- مینا لاکانی
- متین عزیزپور
- مهدی فقیه
- روح‌انگیز مهتدی
- محمود بصیری
- احمد قدکچیان
- جواد تقدسی
- افسانه صداقت
- افسانه ناصری
- کیارش ناصری
- یوسف نصرت‌خواه
- امیر آشنا
- هانیه مرادی
- کوشان قدکچیان
- حسن کامل
- شهریار کاوسی
- علی اکبر فیاضی
- مائده گچ برزاده
- علی طاهری
- فرانک سعیدی
- مهسا جهانگیری
- علی حسین‌زاده
- حسن سیادت
- حسن زارع
- موسی ماز
- میترا اسفندیاری
- فریبا ترکاشوند
- مهدی آل‌آقا
- محمدحسین قشمی
- الهام میرزاخانی
- دانیال صفرلی
- مونیا جمال‌پور
- شهره جهان‌بین
- مفتاحی
- امیر عباسی
- رضا صادقی
- فربد شهباززاده
- یزدان شهسواری
- حمیدرضا مولانا
- داود آسترکی
- فاطمه آل‌سید
- مهدی اکبری
- رضا جوان‌آذر
- رضا خادم حسینی
- رضا نجفی
- سروش ناصری
- میلاد رازقی
- سام نصیری‌افشار
- بهروز رضایی
- کسری زمانی
- محمدابراهیم ولیزاده
- شایان غلامی
- محمدحسن حقیقت
- بنیامین آقابابایی
- هومن توحیدی
- سامان حسین‌زاده
- عماد بلورچی